# 693 Zerbinetta
693 Zerbinetta eller 1909 HN är en asteroid i huvudbältet, som upptäcktes 21 september 1909 av den tyska astronomen August Kopff i Heidelberg. Den har fått sitt namn efter Zerbinetta, en av karaktärerna i operan Ariadne på Naxos, av Richard Strauss.
Asteroiden har en diameter på ungefär 82 kilometer.